# Metro w Teheranie
Metro w Teheranie (pers. مترو تهران, trl. Metro-ye Tehrān) – system metra w Teheranie, stolicy Iranu. W 2018 roku przewiozło 820 mln pasażerów. To największy system metra na Bliskim Wschodzie.
Mimo liczby pasażerów (w 2018 roku 820 mln), metro jest uważane za jedno z najczystszych na świecie.

## Historia
Historia metra w Teheranie sięga 1971 roku, rozmów m.in. na temat kondycji ruchu i ekonomii miasta. W 1975 roku firma operatora (Teherańskie Przedsiębiorstwo Kolei Miejskich i Podmiejskich) została założona. W 1976 roku rozpoczęto prace nad metrem, jednak w latach 1980–1986 roku zostały z powodu wojny iracko-irańskiej. W 1999 roku otworzono pierwszą linię tego systemu – linię 5, a w 2000 roku linię 2. Linia 5 to jedyna do dziś linia systemu metra, która jest tzw. koleją aglomeracyjną, biegnie poza miastem i na powierzchni, co powoduje zbieżność między danymi. Dalej do roku 2012 prawie co roku był otwierany nowy odcinek linii od 1 do 5, lub nowe stacje na nich. W 2017 roku otwarto linię 7, a w 2019 linię 6.

## Linie
| Linia                                         | Rok otwarcia | Liczba stacji, działających na rok 2022 (w nawiasie stacje położone tylko na tej linii) | Typ linii           |
| --------------------------------------------- | ------------ | --------------------------------------------------------------------------------------- | ------------------- |
| 1                                             | 2011         | 31 (27)                                                                                 | Metro               |
| 2                                             | 2000         | 22 (17)                                                                                 | Metro               |
| 3                                             | 2012         | 26 (23)                                                                                 | Metro               |
| 4                                             | 2007         | 21 (14)                                                                                 | Metro               |
| 5                                             | 1999         | 10 (9)                                                                                  | Kolej aglomeracyjna |
| 6                                             | 2019         | 13 (10)                                                                                 | Metro               |
| 7                                             | 2017         | 20 (13)                                                                                 | Metro               |
| Razem stacje (+przesiadkowe) – 113 + 17 = 130 |              |                                                                                         |                     |

Teheran planuje budowę kolejnych pięciu linii, z czego budowa dwóch rozpoczęła się.

Rozbudowa metra 1999-2022

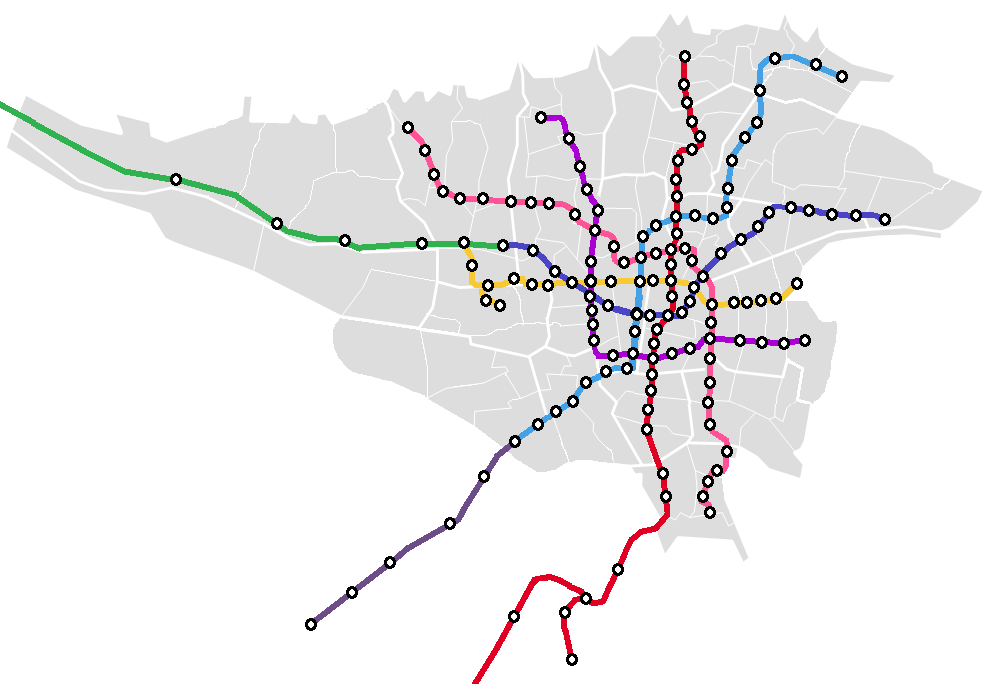
Linie użytkowane i w budowie (2021)

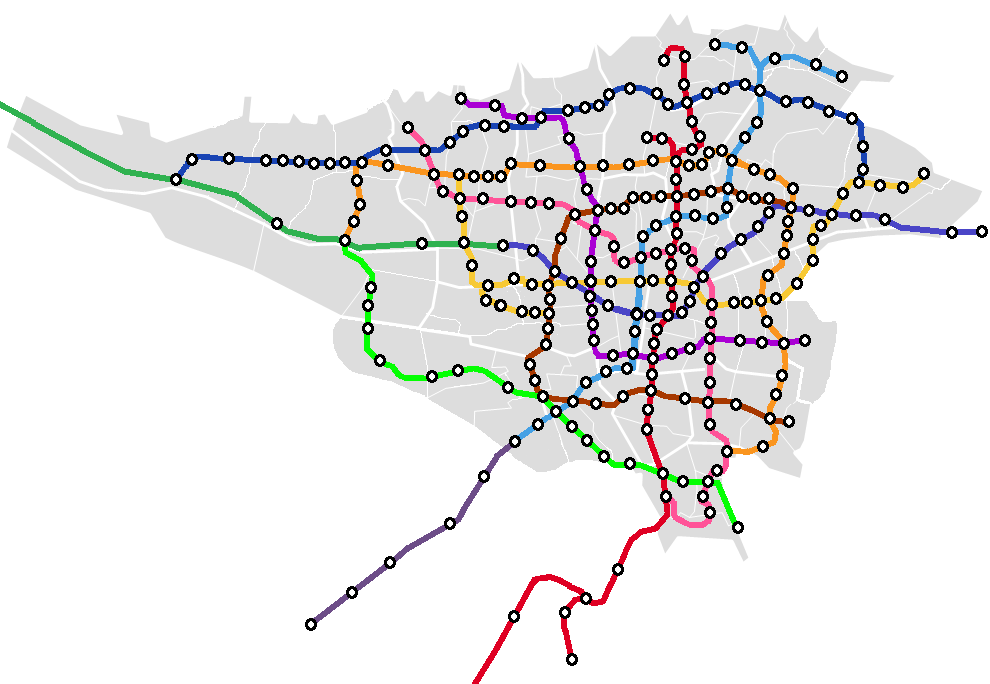
Przyszłe plany

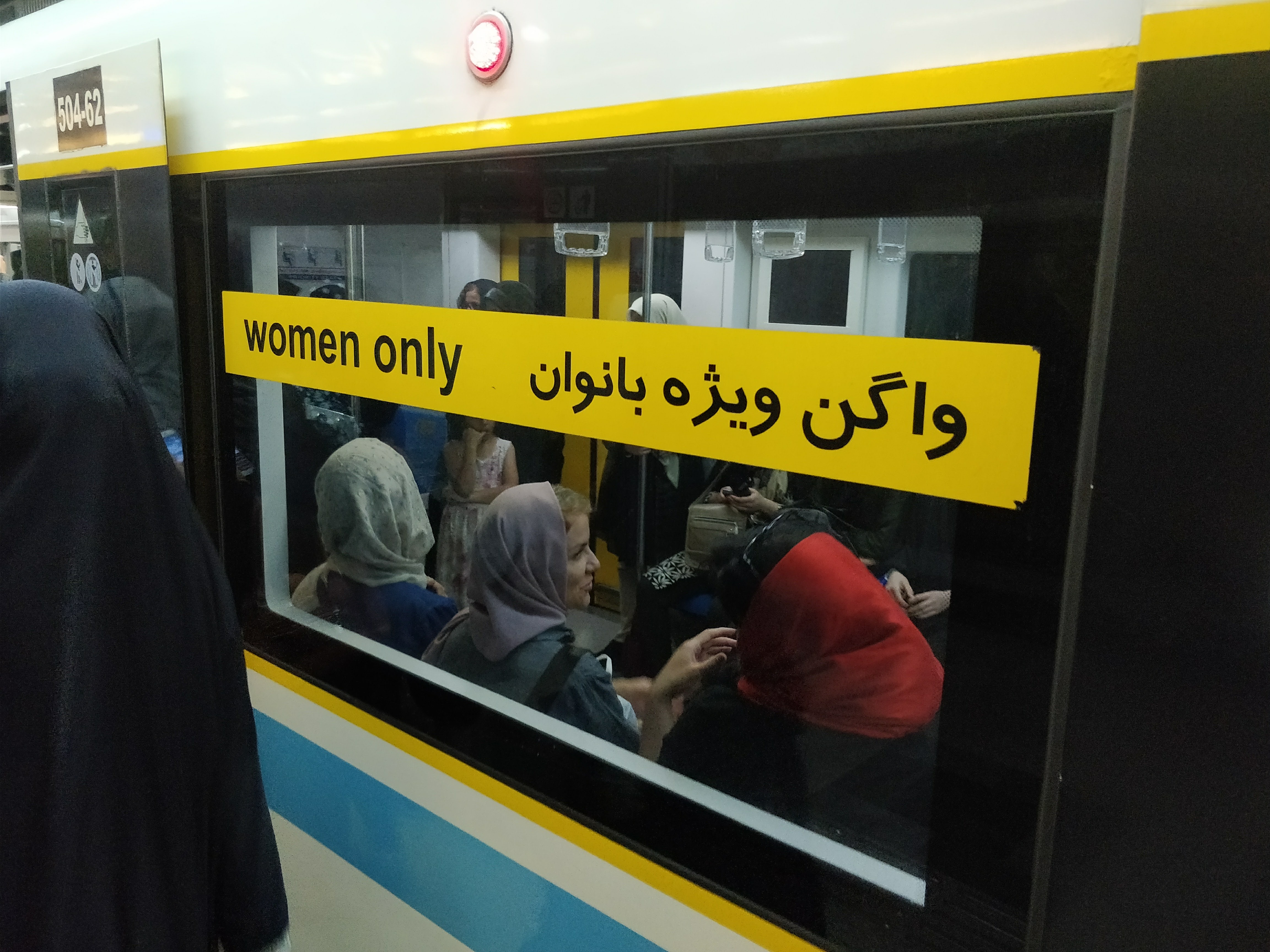
Strefa tylko dla kobiet w pociągu metra

## Kobiety w metrze[11][12]
W metrze w Teheranie funkcjonuje strefa tylko dla kobiet – zarówno na stacji, jak i wydzielane są w tym celu wagony. Nie oznacza to jednak podział na strefę męską i damską, kobiety mogą podróżować w obydwu strefach, zaś mężczyźni w jednej, mieszanej. Ma to na celu obronę bezpieczeństwa kobiet. Mogły one tam ściągać chusty, ale w kwietniu 2023 r. pojawiła się informacja o tym, że kobiety bez hidżabu są wyrzucane z metra.

## Galeria

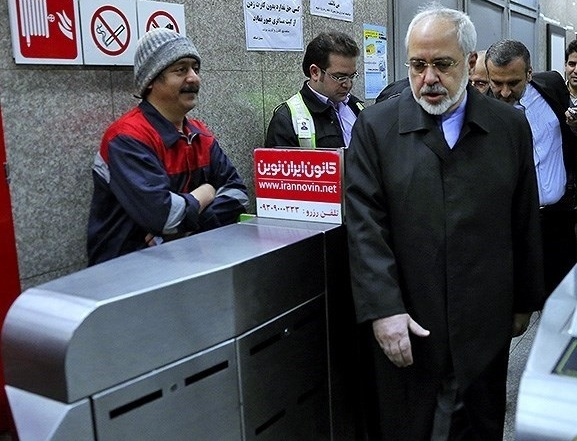
O bezpieczeństwie w metrze może świadczyć to zdjęcie, na którym widać Mohammada Dżawada Zarifa jadącego do biura, w latach 2013–2021 minister spraw zagranicznych Iranu. Według „Time”, w 2014 i 2015 roku jeden z 100 najbardziej wpływowych ludzi świata[14][15][16]. Zdjęcie wykonano w 2015 roku.
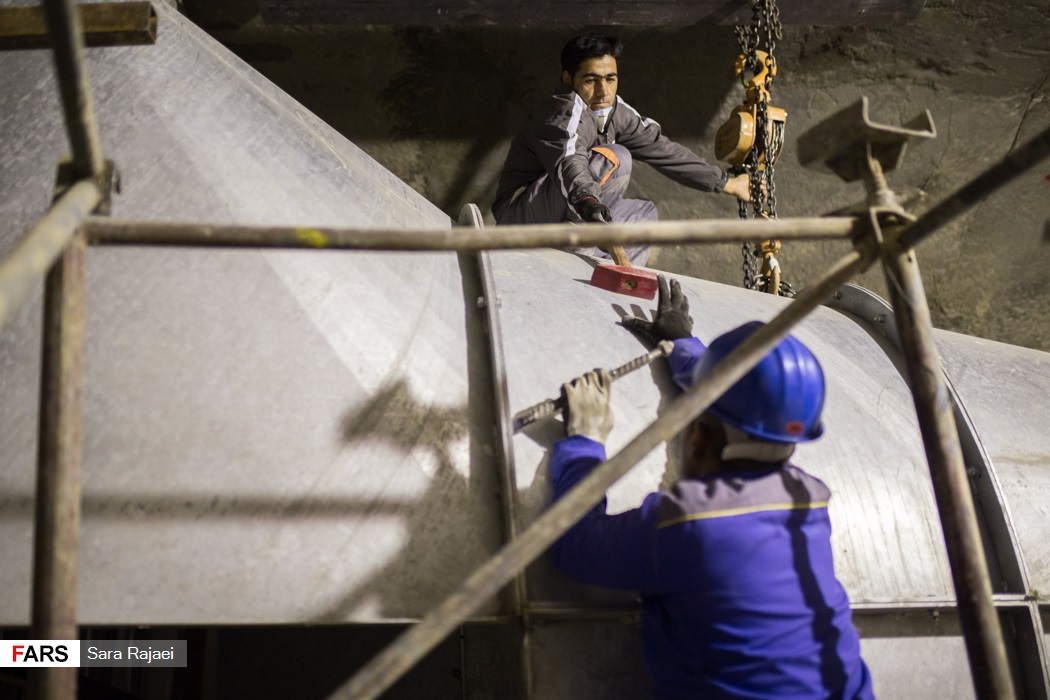
Prace na budowie
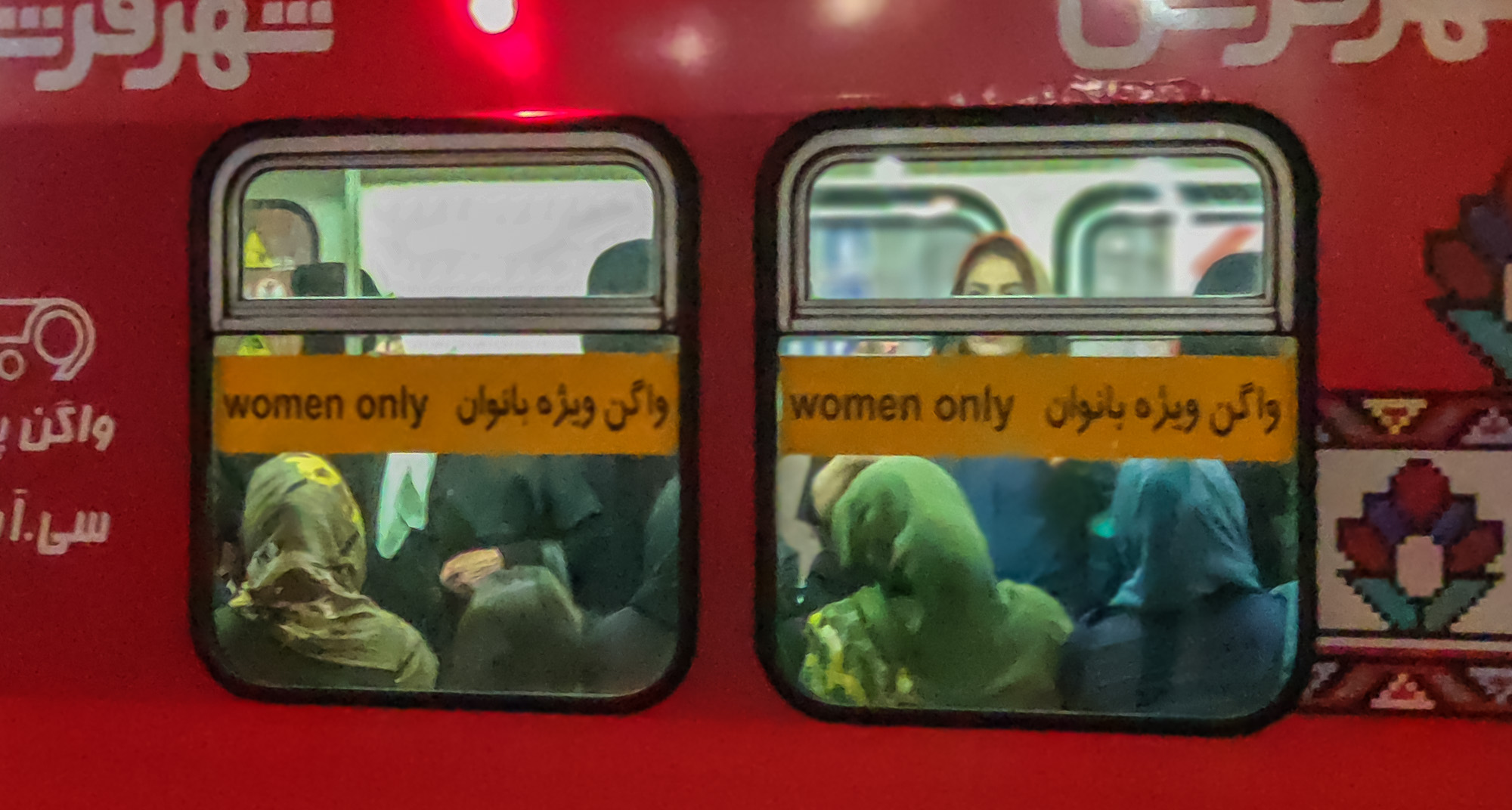
Strefa dla kobiet
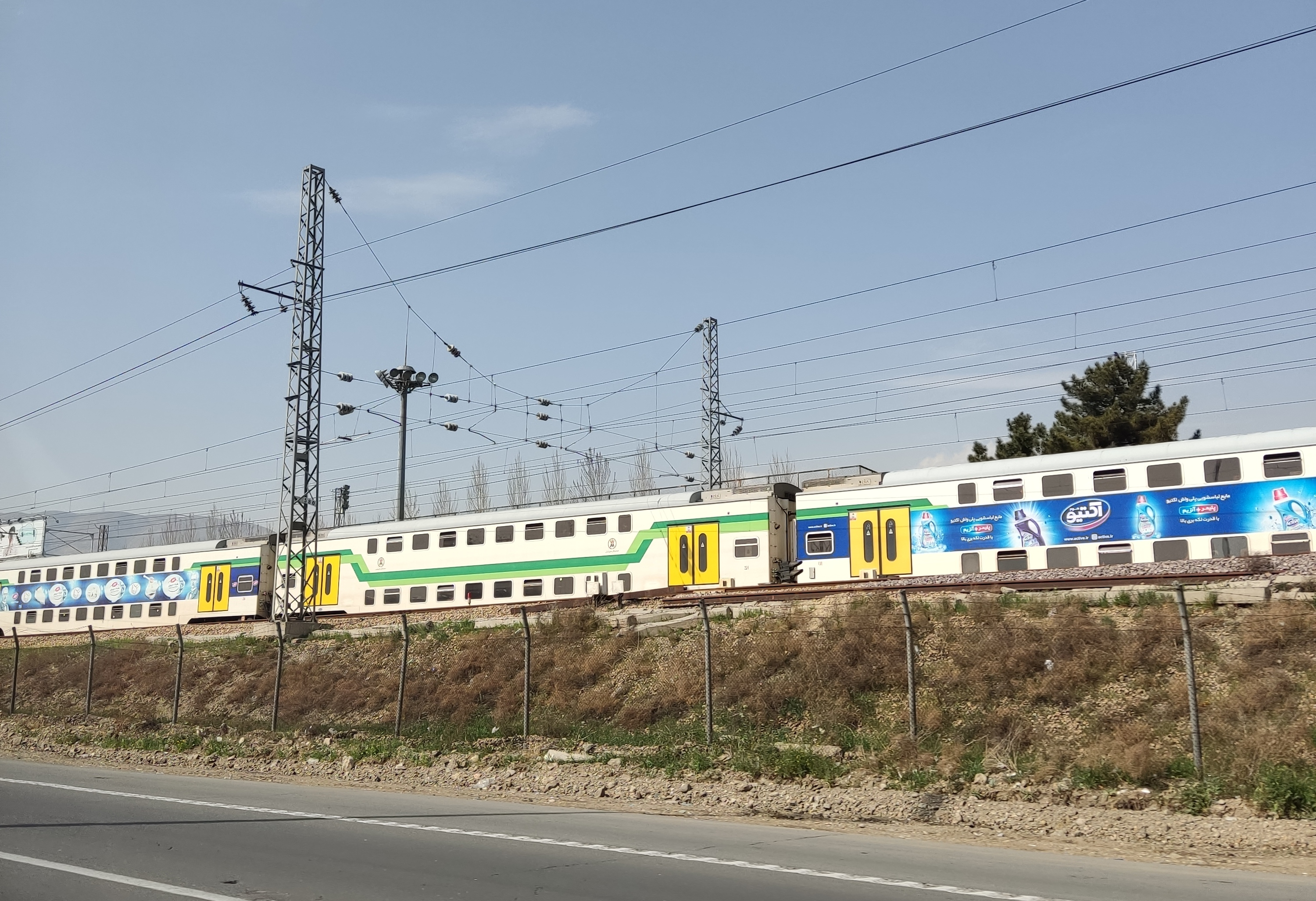
Linia nr 5 (kolej aglomeracyjna)
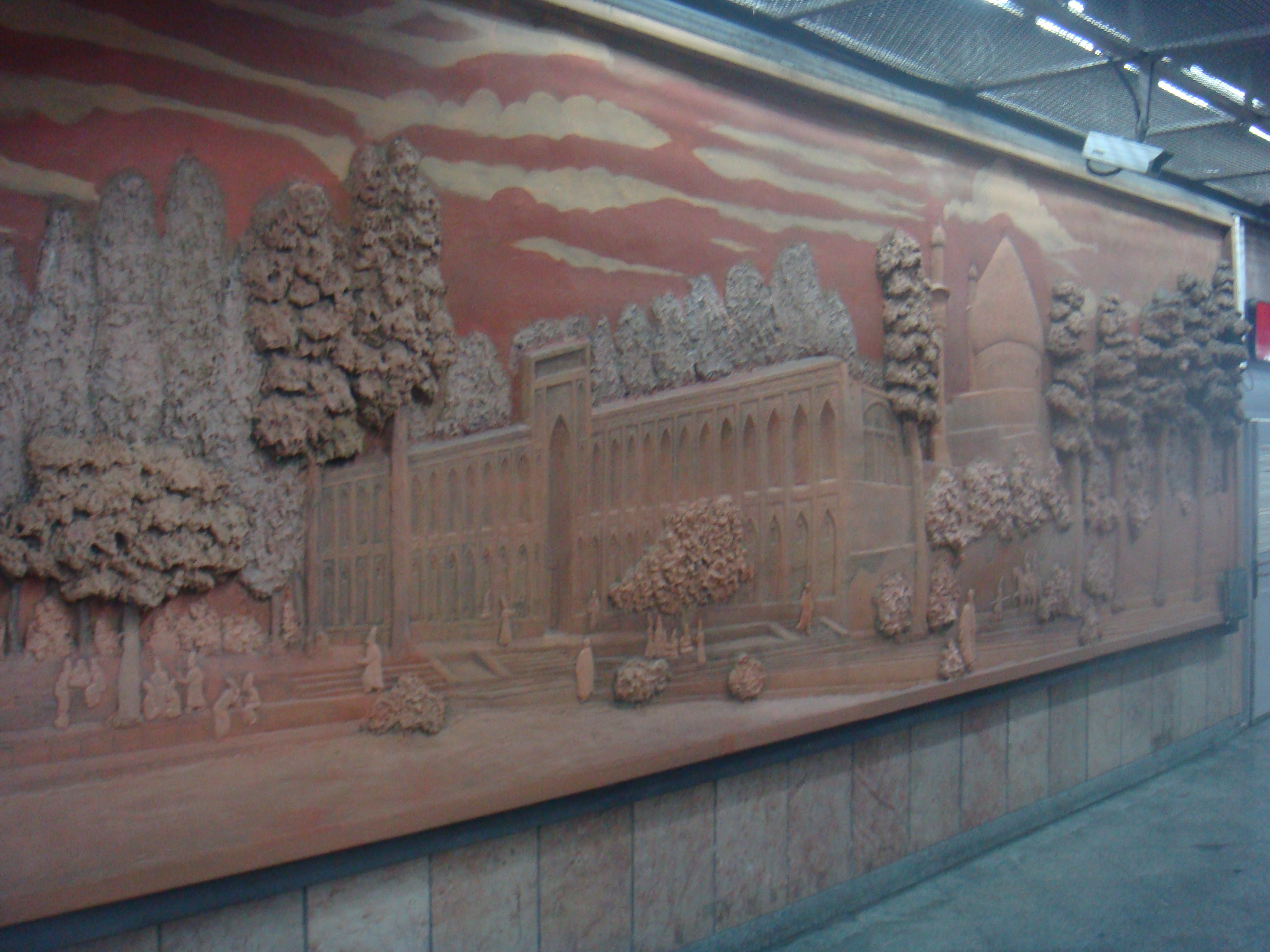
Płaskorzeźba w jednej ze stacji metra
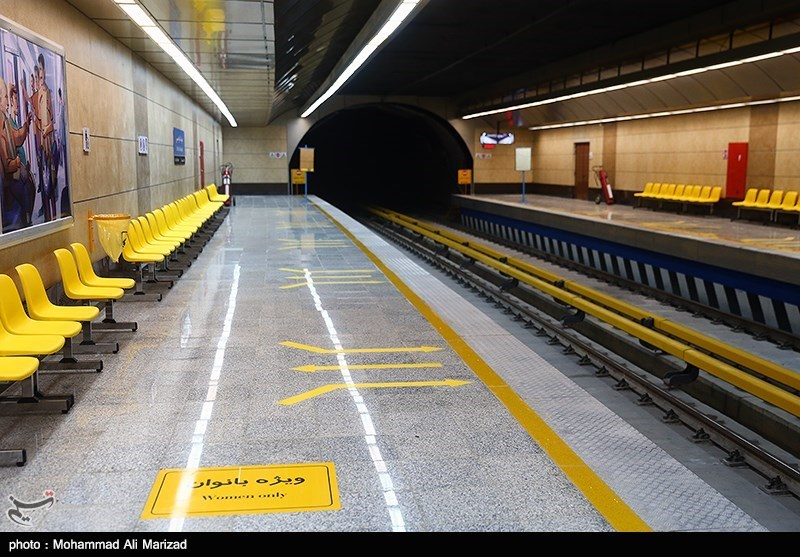
Jedna ze stacji linii nr 3
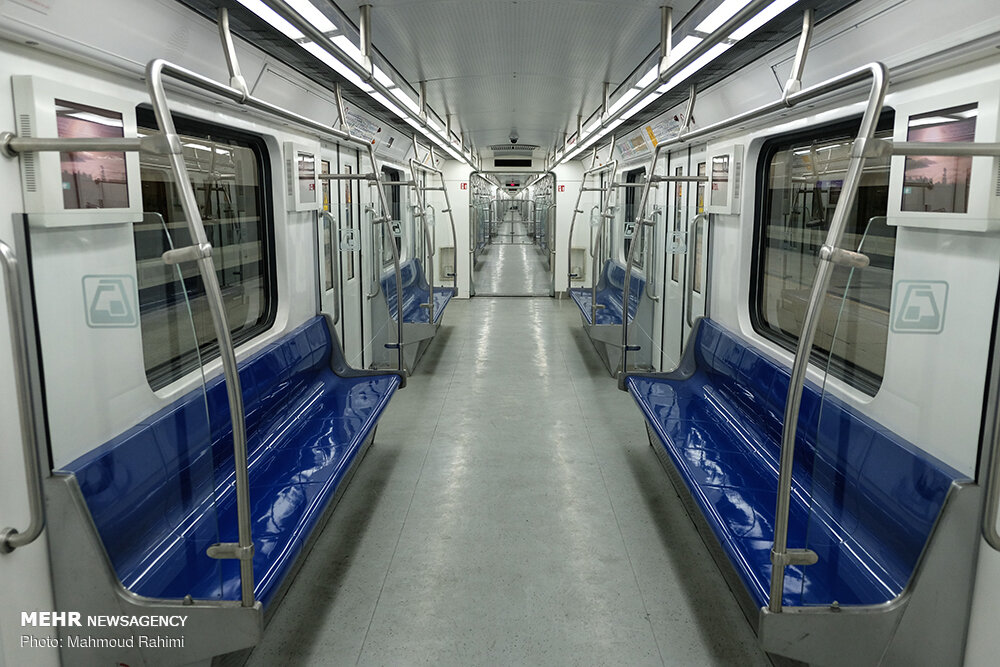
Wagon linii w 2019 roku
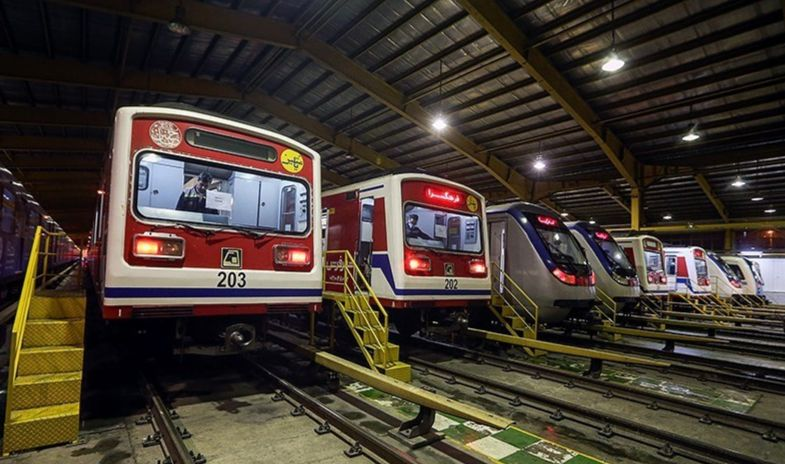
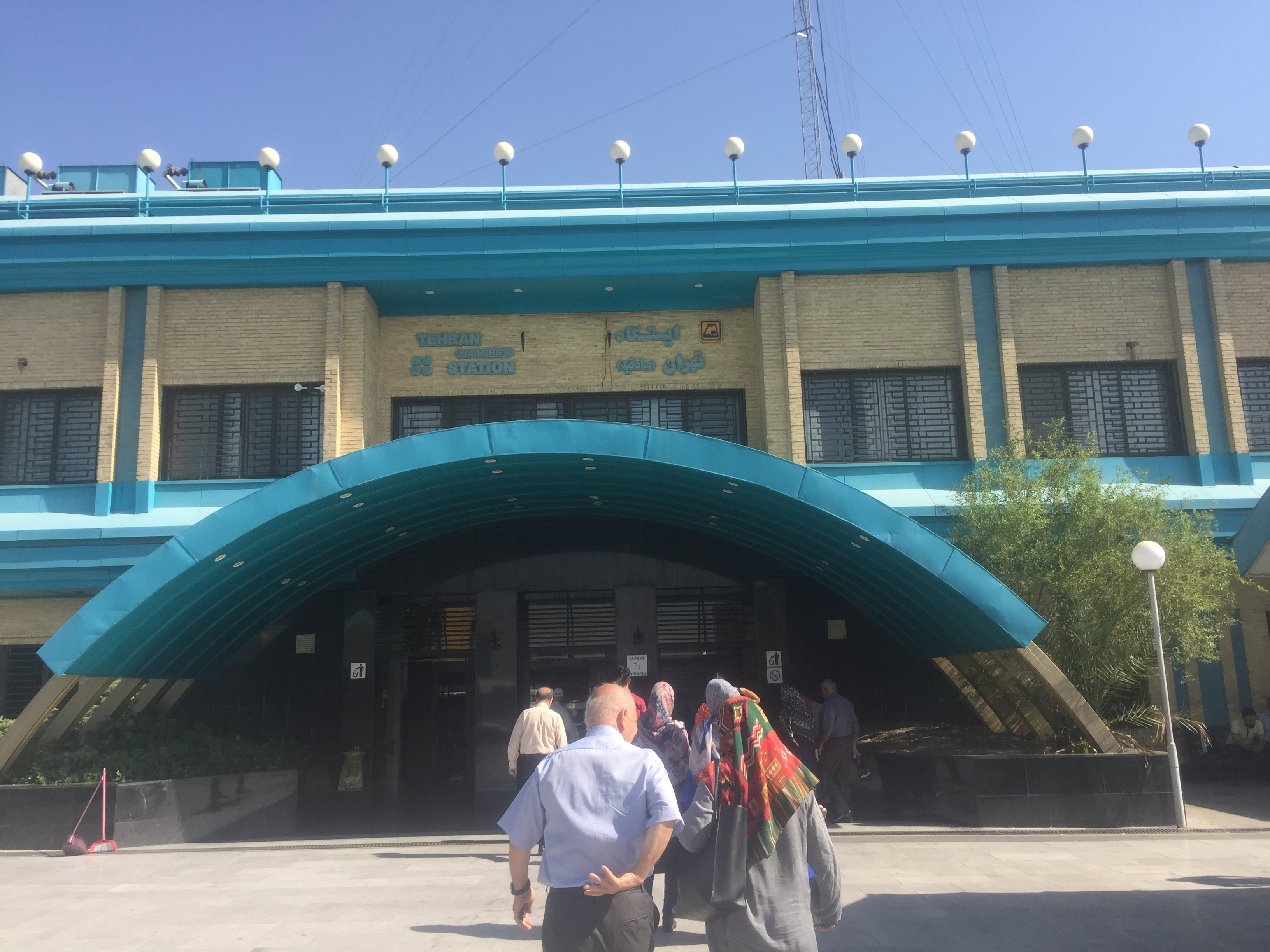
stacja metra Sadeghiye
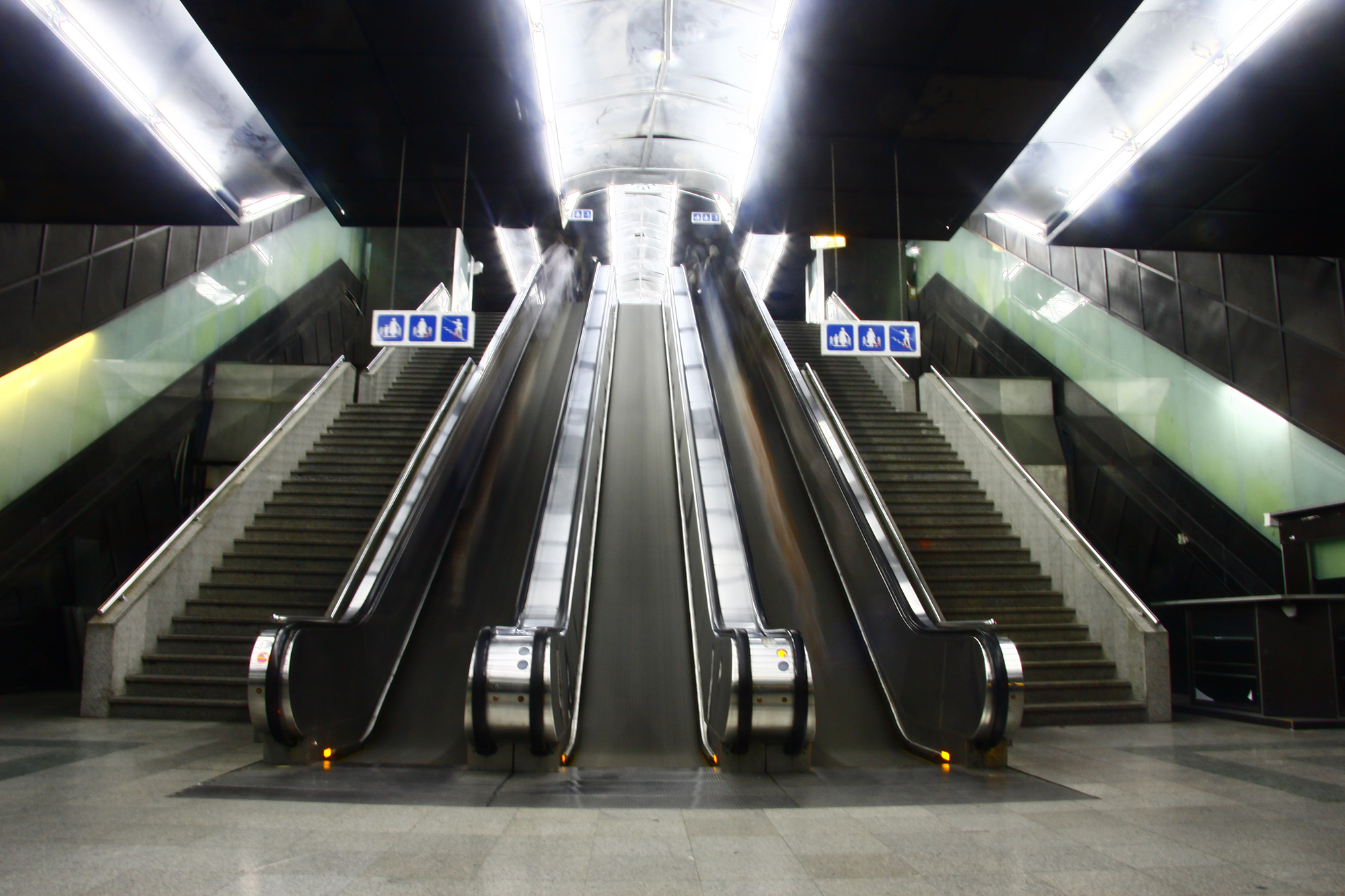
Schody ruchome na stacji metra Haghani
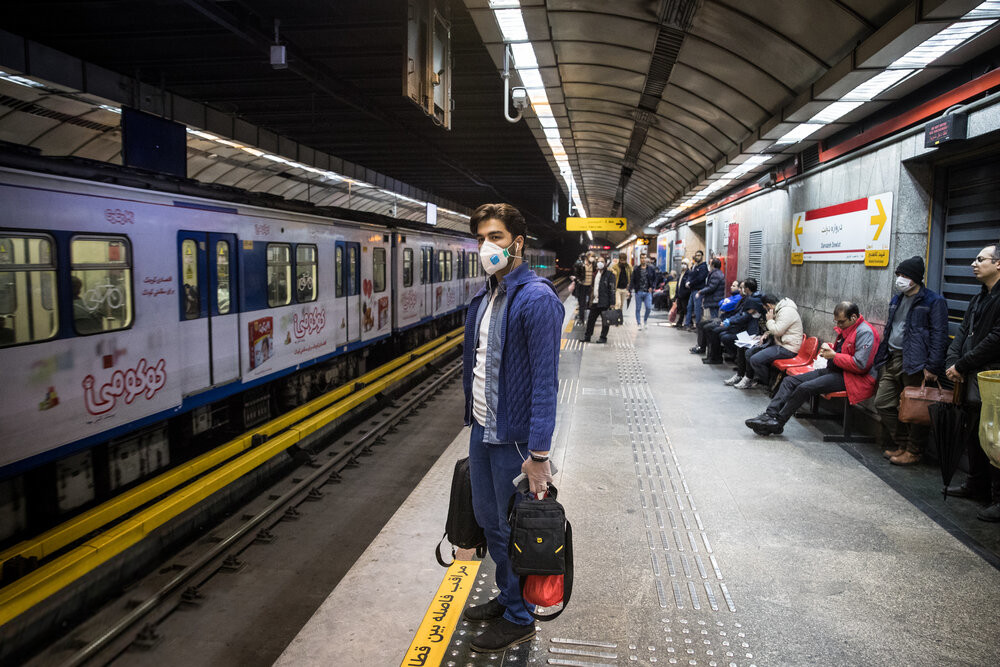
Metro w Teheranie podczas pandemii COVID-19